# William McDougall (Politiker)

William McDougall (um 1863)

William McDougall, CB, PC (* 25. Januar 1822 in York, dem heutigen Toronto; † 29. Mai 1905 in Ottawa) war ein kanadischer Politiker. Als einer der Väter der Konföderation gehört er zu den Wegbereitern des 1867 gegründeten kanadischen Bundesstaates. In der ersten Bundesregierung unter John Macdonald war er Minister für staatliche Bauvorhaben. 1869 wurde er zum ersten Vizegouverneur der Nordwest-Territorien ernannt, konnte sein Amt aber nie antreten, da er während der Red-River-Rebellion von den Aufständischen um Louis Riel am Betreten des Territoriums gehindert wurde.

## Biografie
McDougall erhielt seine Ausbildung an der Upper Canada Academy in Cobourg. Danach war er als Rechtsanwalt tätig und setzte sich als Mitglied der Clear Grits für politische Reformen ein. Ab 1847 gab er eine Zeitung heraus, die neben der Modernisierung der Landwirtschaft auch die Verbreitung liberalen Gedankenguts zum Ziel hatte. 1851 begann er sich für die Vereinigung der britischen Kolonien in Nordamerika einzusetzen, weil er sich davon eine schnellere Umsetzung von Reformen versprach. 1855 verkaufte er seine Zeitung an George Brown und arbeitete bis 1860 für den Globe.
1858 wurde McDougall in das Parlament der Provinz Kanada gewählt. Aufgrund seiner exzentrischen Verhaltens zerstritt er sich oft mit anderen Reformern. 1862 wurde er in John Sandfield Macdonalds Regierung Minister für die Verwaltung des Kronlandes. Er trieb die Kolonialisierung des Nordwestens von Ontario voran, wobei er die Bedürfnisse der Ureinwohner häufig ignorierte. Im Juli 1864 wurde er abgewählt, gewann aber im November desselben Jahres eine Nachwahl und nahm als Provinzsekretär wieder in der Regierung Einsitz.
McDougall war Teilnehmer der Charlottetown-Konferenz, der Québec-Konferenz und der Londoner Konferenz, an der die Grundlagen der zukünftigen Kanadischen Konföderation ausgearbeitet wurden. In der ersten kanadischen Bundesregierung von John Macdonald war McDougall ab 1. Juli 1867 Minister für staatliche Bauvorhaben, bei der darauf folgenden Unterhauswahl 1867 wurde er zum Abgeordneten des Wahlkreises Lanark North gewählt. Im Unterhaus trat McDougall für eine Politik der Expansion ein und forderte die die Ausdehnung Kanadas bis an den Pazifik. 1868 war er in London an den Verhandlungen zur Übertragung des von der Hudson’s Bay Company kontrollierten Territoriums Ruperts Land an Kanada beteiligt.
Am 28. September wurde McDougall zum Vizegouverneur der neu zu schaffenden Nordwest-Territorien ernannt. Sein Ruf als kanadischer Nationalist eilte ihm voraus und auch seine Verbindungen zur radikalen Canadian Party von John Christian Schultz waren bekannt. Auf dem Weg nach Fort Garry wurde McDougall am 2. November 1869 von aufständischen Métis am Betreten der Red-River-Kolonie gehindert. Diese besetzten unter der Führung von Louis Riel auch Fort Garry und lösten dadurch die Red-River-Rebellion aus.
McDougall konnte sein Amt nie antreten und wurde im Mai 1870 durch Adams George Archibald ersetzt. Bei der Unterhauswahl 1872 verlor er seinen Sitz. Zwar saß er von 1875 bis 1878 für den Wahlkreis Halton wieder im Unterhaus, doch hatte er keinerlei politischen Einfluss mehr.